# 기원전 11년

## 연호
- 전한(前漢) 원연(元延) 2년

## 기년
- 전한(前漢) 성제(成帝) 22년
- 신라(新羅) 혁거세 거서간(赫居世居西干) 47년
- 고구려(高句麗) 유리명왕(瑠璃明王) 9년
- 백제(百濟) 온조왕(溫祚王) 8년